# Phonognatha
Phonognatha Simon, 1894 è un genere di ragni appartenente alla famiglia Araneidae.

## Distribuzione
Le sette specie oggi note di questo genere sono state rinvenute prevalentemente in Oceania: la specie dall'areale più vasto è la P. graeffei reperita in diverse località dell'Australia; la P. guanga è un endemismo delle Filippine, mentre la P. vicitra lo è dell'India.

## Tassonomia
Considerato un sinonimo anteriore di Singotypa Simon, 1894 a seguito di un lavoro di Dondale del 1966.
Trasferito qui dalla famiglia Tetragnathidae a seguito di uno studio degli aracnologi Kuntner, Coddington & Hormiga del 2008.
Pur essendo descritto come genere a sé fin dal 1894, la sua precisa definizione tassonomica a livello di sottofamiglia fra gli Araneidae è ancora incerta.
Dal 2011 non sono stati esaminati esemplari di questo genere.
A maggio 2014, si compone di sette specie e una sottospecie:
- Phonognatha graeffei (Keyserling, 1865)[2] - Australia
  - Phonognatha graeffei neocaledonica Berland, 1924 - Nuova Caledonia
- Phonognatha guanga Barrion & Litsinger, 1995 - Filippine
- Phonognatha joannae Berland, 1924 - Nuova Caledonia
- Phonognatha melania (L. Koch, 1871) - Australia, Tasmania
- Phonognatha melanopyga (L. Koch, 1871) - Australia, Tasmania
- Phonognatha pallida (Dalmas, 1917) - Australia occidentale
- Phonognatha vicitra Sherriffs, 1928 - India

### Specie trasferite
- Phonognatha acanthopus (Simon, 1907); trasferita al genere Singafrotypa Benoit, 1962[1].